# Morskie Oko
Le Morskie oko est le plus grand lac d’origine glaciaire des Hautes Tatras qui appartiennent aux montagnes des Carpates occidentales. Le Morskie Oko a été qualifié par le Wall Street Journal d'« un des cinq plus beaux lacs du monde ».

## Géographie
Il est situé sur le versant polonais du massif, à une altitude de 1 395,4 m. Sa surface est de 34,93 ha et sa profondeur de 50,8 m. Son volume d'eau est de 9 935 000 m3 pour une longueur de 862 m et une largeur de 566 m.